# Uvis Helmanis
Uvis Helmanis (ur. 10 czerwca 1972 w Talsi) – łotewski koszykarz grający na pozycjach niskiego i silnego skrzydłowego, po zakończeniu kariery sportowej trener koszykarski.

## Kariera
Doświadczony i silny, mierzący 2,04 m wzrostu, Helmanis jest kluczowym koszykarzem w narodowej reprezentacji Łotwy od początku lat 90. Helmanis został krajowym mistrzem w trzech krajach, w których grał: na Łotwie, w Polsce i w Niemczech.

## Osiągnięcia
Na podstawie, o ile nie zaznaczono inaczej.
Drużynowe
- Mistrz:
  - Niemiec (2005)
  - Łotwy (1999, 2010)
  - Polski (2001)
- Wicemistrz:
  - Łotwy (1993, 1994, 2007)
  - Niemiec (2003, 2004)
- Finalista Pucharu Niemiec (2006)

Indywidualne
- Uczestnik meczu gwiazd ligi łotewskiej (1998, 2007–2009)[3][4]
- Zwycięzca konkursu rzutów za 3 punkty podczas łotewskiego meczu gwiazd (2008, 2009)[3][4]
- Zaliczony do (przez eurobasket.com):
  - I składu:
    - ligi łotewskiej (2007)[5]
    - graczy krajowych ligi łotewskiej (2007)[5]

  - składu Honorable Mention ligi łotewskiej (2009)[4]

Reprezentacja
- Uczestnik mistrzostw Europy (1997 – 16. m., 2001 – 8.m, 2003 – 13. m, 2005 – 13. m, 2007 – 13. m, 2009 – 13. m)

Trenerskie
- Mistrz Łotwy jako asystent trenera (2012, 2013)